# به فرزندان خود بگویید
به فرزندان خود بگویید (انگلیسی: Tell Your Children) یک فیلم صامت در ژانر درام به کارگردانی دونالد کریسپ است که در سال ۱۹۲۲ منتشر شد. آلفرد هیچکاک طراح تیتراژ و کارگردان هنری این فیلم بوده است. هم‌اکنون این فیلم، یک فیلم گمشده است.

## بازیگران
- دوریس ایتون تراویز
- والتر تنیسون
- مارگارت هالستان
- گرترود مک‌کوی
- وارویک وارد
- مری رورک
- سیسیل مورتون یورک
- آدلین هیدن کافین
- ای. هاردینگ استرمن
- چارلز هوتری (نقشی کوتاه) (غیررسمی)